# Jeet Kune Do
Jeet Kune Do (截拳道; prescurtat „JKD„), este o filozofie a artelor marțiale hibride puternic influențată de filozofia personală și experiențele în artele marțiale ale lui Bruce Lee., care a fondat sistemul pe 9 iulie 1967. 
Acesta este un proces și nu un rezultat final. A numit creatura "non-clasic", sugerând că JKD este ceva similar cu Kung Fu. Spre deosebire de artele marțiale tradiționale, Jeet Kune Do nu are la bază forme fixe, este mai degrabă o filozofie a formării gândirii ce poate să prevină acțiuni. Acesta a fost numit pentru conceptul Wing Chun de interceptare sau atac atunci când adversarul este pe punctul de atac.  Practicanții de Jeet Kune Do cred în efort minim pentru efect maxim. Pe 10 ianuarie 1996, Fundația Bruce Lee a decis să utilizeze numele Jun Fan Jeet Kune Do (振 藩 截拳道) pentru a se referi la sistemul de arte marțiale pe care Bruce Lee l-a fondat, Jun Fan fiind numele chinez dat de fondator.
JKD implică:

Bruce Lee și antrenorul său Ip Man

-          asimilarea de informații din surse cu experiență;
-          eliminarea a ceea ce nu ți se potrivește;
-          înțelegerea individualității în procesul descoperirii;
-          aplicarea simțului practic.
Ce nu este JKD:
-          concept care poate fi definit ca un singur stil;
-          un clișeu în timp, „aceasta” sau „numai aceea”;
-          sistem sau stil limitat, adevărul nu are limite;
-          o colecție de tehnici.

## Principii
Pincipiile stabilite de Bruce Lee au avut la bază adevărurile de luptă universale. Familiarizarea cu fiecare combinație de luptă este procesul de instruire și devenire a unui practicant de arte marțiale. JKD învață că cea mai bună apărare este o atac puternic - principiul „Calea pumnului care interceptează”, axat pe stoparea atacului și a oricărei intenții de atac a adversarului în faza incipientă a luptei.